# بيرتي أولد
بيرتي أولد (بالإنجليزية: Bertie Auld)‏ هو لاعب كرة قدم ومدرب كرة قدم بريطاني، ولد في 23 مارس 1938 في غلاسكو في المملكة المتحدة. شارك مع منتخب اسكتلندا لكرة القدم. أما مع النوادي، فقد لعب مع برمنغهام سيتي ونادي دمبرتون ونادي سلتيك ونادي هيبرنيان.

## مسيرته الكروية
لعب بيرتي أولد خلال مسيرته الاحترافية مع 4 أندية في سبعة عشر موسمًا وسجل خلالها 90 هدف ضمن 333 مباراة. حيث فاز في أربعة مواسم بالكأس وفي ستة مواسم بالدوري.
خاض بيرتي أولد مسيرته مع نادي دمبرتون في موسم 1956–57 لمدة موسم واحد، مشاركًا في 15 مباراة سجل خلالها 8 أهداف. ثم انتقل إلى نادي سلتيك في موسم 1957–58 في المرة الأولى ليلعب معه أربعة مواسم ثم في موسم 1964–65 ليلعب معه سبعة مواسم، حيث شارك طوالها في 182 مباراة سجل خلالها 53 هدفًا. لينتقل بعدها إلى نادي برمنغهام سيتي في موسم 1961–62 ليلعب معه أربعة مواسم، مشاركًا في 125 مباراة سجل خلالها 26 هدفًا. ثم انتقل إلى نادي هيبرنيان في موسم 1971–72 لمدة موسم واحد، مشاركًا في 11 مباراة سجل خلالها 3 أهداف.

## وصلات خارجية
- بيرتي أولد على موقع الاتحاد الأوربي (الإنجليزية)
- بيرتي أولد على موقع الاتحاد الإسكتلندي (الإنجليزية)
- بيرتي أولد على موقع قاعدة بيانات كرة القدم.إي يو (الإنجليزية)
- بيرتي أولد على موقع ناشيونال فوتبول تيمز (الإنجليزية)
- بيرتي أولد على موقع عالم كرة القدم.نت (الإنجليزية)